# 황현준 (음악가)
황현준(1979년 5월 18일 ~ )은 대한민국의 음악가이자 대학교수, 프로듀서, 공연기획자, 영상감독이다.

## 활동
1999년 밴드 리버사이드블랙독의 베이시스트로 활동하였다. 같은해 제1회 쌈지사운드페스티벌 숨은고수 8팀중 1팀으로 선정되었다.
2000년부터 2002년까지는 육군 제50사단 군악대에서 복무, 트럼펫, 베이스기타를 맡았다.
이후 2004년부터 2005년까지 밴드 ZAPPY의 기타리스트, 베이시스트로 활동했다.
2007년 닥터코어 911의 래퍼 지루와 함께 러블리퍼키 프로듀싱팀을 결성하고 프로듀서를 맡았으나 음원 발매를 하지 못하고 해체되었다.
2010년부터 2011년까지 밴드 하늘달리기에서 기타리스트로 활동했고 2010년 발매된 정규 1집 앨범의 프로듀싱을 담당했다. 같은해 공연 인디안특사(여의도한강공원 물빛무대)에서 무대감독과 연출을 맡았다. (출연진: HEUM, 네바다51, 로맨틱펀치, 하늘달리기, 라이밴드, 스팟라이트) 이듬해 2012년 공연 어쿠스틱메아리(선유도공원)에서 총괄감독을 맡았으며, NSB KOREA 엔터테인먼트에서 운영지원본부실장으로 재직했다.
2012년부터 2016년까지 YB출신의 기타리스트 유병열을 주축으로 결성된 밴드 바스켓노트의 베이시스트로 활동했고 총 3장의 음반을 발표했다.
2014년 한국에서 개최된 제6차 가톨릭 아시아청년대회 공식주제가 작업을 했고 대회기간 동안 다수의 공연 및 프란치스코 교황이 직접 집전한 폐막미사 하우스밴드 연주자로 활동했다. (한국인 최초로 교황 집전미사에 참여한 기타 연주자이며 일반적으로 교황 집전미사는 밴드가 아닌 오케스트라가 대부분이므로 이 기록은 오랫동안 깨지지 않을 전망이다)
2016년 교황청의 초청으로 폴란드 크라쿠프에서 열린 가톨릭 세계청년대회에 정은혜전통무용단과 함께 아시아에서 역대 최초로 공연팀으로 참가하였다.
2017년부터 2018년까지 밴드 몽키비츠의 베이시스트로 활동했다. 
2018년 2월 16일 평창동계올림픽 문화행사 ‘라이브사이트’ 공연에 참가했다.
2018년부터 2019년까지 <국제음악예술인 사회적협동조합>에서 프로듀서로 재직하였다.
2019년 밴드 지하드(Zihard)의 베이시스트로 가입하였다.
2019년 10월 26일 일본 오사카 ‘SHOVEL’ 라이브 하우스에서 열린 ‘Screaming Spirit FEST’에 일본 현지 기획팀의 초청으로 밴드 ‘몬스터리그(Monster League)’와 함께 한국 대표로 출연했다.
2020년 서울기독대학교 평생교육원 실용음악전공 교수로 임용되었다.
2020년 서바이벌 가수 경연 프로그램 mbn '로또싱어' 6회 (2020-11-07) 이혁의 <무조건>에서 베이시스트로 출연하였다.
2020년 서바이벌 가수 경연 프로그램 mbn '로또싱어' 13회 (2020-12-26) 이혁의 <좋은날>에서 베이시스트로 출연하였다.
2021년 서바이벌 가수 경연 프로그램 mbn '로또싱어' 15회 (2021-01-09) 이혁의 <님은먼곳에>에서 베이시스트로 출연하였다.
2021년 1인 프로듀싱팀 러블리퍼키 활동을 재개하고 첫 싱글을 발표하였다.
2022년 5월 'Big Brother Super FEST' 공연을 끝으로 지하드에서 탈퇴했다. 
지하드 탈퇴 이후 현재는 개인 프로젝트 작업과 학교에서 실용음악 강의, 연구에 전념하고 있다.

## 학력
- 부산 동백초등학교 졸업
- 부산 동백중학교 졸업
- 대전고등학교 졸업
- 대전전문대학교 (현 대전과학기술대학교) 영상디자인과 중퇴
- 경희사이버대학교 문화예술경영학과 학사
- 서울기독대학교 대학원 음악학 석사

## 음반 활동

### 정규 음반
- 2010년 8월 3일 밴드 하늘달리기 1집 정규 앨범 《a piece of memory》
- 2014년 4월 15일 밴드 바스켓노트 1집 정규 앨범 《Knock-on》
- 2015년 9월 14일 가톨릭음악선교단 이사야53 정규 앨범 《Anniversary of AYD2014》
- 2016년 6월 12일 밴드 바스켓노트 2집 정규 앨범 《Going Home》

### 비정규 음반
- 2013년  7월 31일 밴드 바스켓노트 EP 앨범 《My Story》
- 2019년 4월 22일 가톨릭음악선교단 이사야53 디지털 싱글 앨범 《예루살렘 예루살렘아》
- 2021년 7월 5일 러블리퍼키 디지털 싱글 앨범 《Critical Hit》

### OST
- 2011년 6월 3일 - 극장판 애니메이션 《소중한 날의 꿈 OST》  - 〈커다란 꿈〉

### 기타 참여 음반
- 2004년 ZAPPY 컴필레이션 앨범 《라이브공작단 오비이락 vol.1》 - <늑대>, <쌈마이세상> - 베이스기타
- 2012년 8월 3일 K-BOYS 디지털 싱글 앨범 《2012 First Album》 편곡, 보컬디렉터
- 2015년 1월 19일 Koh Go Project 디지털 싱글 앨범 《Koh Go Project vol.2》 편곡, 마스터링
- 2017년 2월 22일 Dyon Joo 컴필레이션 앨범 《인생고통》 - 〈Cinematic ver.〉 편곡, 믹스
- 2018년 6월 20일 송유이 디지털 싱글 앨범 《Hope(희망)》 작사, 편곡, 프로듀스
- 2021년 11월 12일 류미경 디지털 싱글앨범 《무지개》 편곡, 프로듀스

## 영상 작품

### 뮤직비디오
- 바스켓노트 《가리지좀 마》, 《가슴에 묻다》, 《내게로 와》, 《거짓은 진실이 되고》
- 모비딕 《꽃이 지다》, 《Liar》, 《잔을 채워라》, 《기억상실》
- 가톨릭음악선교단 이사야53 《Go out go out》
- BX3 《우린 기억하겠지》
- 트리키네코 《scar》

### 인터넷 방송
- 《왓캔아이두》 총 9 에피소드 (2015)